# Chókwè
Chókwè es una villa y también uno de los doce distritos que forman la provincia de Gaza en la zona meridional de Mozambique, región fronteriza con las provincias de Manica, de Inhambane y de Maputo. 
Región ribereña del océano Índico y fronteriza con Zimbabue (provincia de Masvingo) y Sudáfrica (provincia de Limpopo) que geográficamente pertenece a la ecorregión de salobral del Zambeze en la cuenca del río Limpopo.
La sede de este distrito es la Ciudad de Chókwè.

## Características
Limita al norte con el distrito de Mabalane, al norte y al noreste con Guijá, al oriente con Chibuto, al sur con Bilene Macia y al occidente con Magude de la provincia de Maputo.
Tiene una superficie de 1.864 km² y según el censo de 2007 una población de 187.422, lo cual arroja como densidad 100,5 habitantes/km². Se ha presentado un aumento de 60,2% con respecto a los 116.986 registrados en 1997.

## Comunicaciones
Un aeródromo y la línea del ferrocarril Maputo-Chicualacuala que comunica las instalaciones portuarias de Maputo con la frontera de Zimbabue.

## División administrativa
Este distrito, formado por ocho localidades, se divide en cuatro puestos administrativos (posto administrativo), con la siguiente población censada en 2005:
- Ciudad de Chókwè, sede, 61 470.
- Lionde, 50 748.
- Macarretane, 32 584 (Matamba y Machindo).
- Chilembene, 69 381 (Chiduachine y la villa Chilembene).